# Conoscenza comune
La conoscenza comune, in logica, è un particolare tipo di conoscenza all'interno di un gruppo di giocatori. Esiste conoscenza comune di p in un gruppo di giocatori G, quando tutti i giocatori all'interno di G conoscono p, sanno che tutti conoscono p, sanno che tutti sanno che tutti conoscono p e così via all'infinito.
Il concetto è stato introdotto per la prima volta da David Kellogg Lewis nel suo studio di letteratura filosofica Convention (1969). La prima formulazione matematica gli è stata data da Robert Aumann, nel 1976, sfruttando la Teoria degli insiemi.
L'interesse degli informatici per la logica epistemica in generale - e per la conoscenza comune in particolare - si è fortemente sviluppato a partire dagli anni ottanta.

## Esempio
Si usa introdurre il concetto di conoscenza comune attraverso alcune varianti del seguente problema:
Su un'isola ci sono un numero k di persone con gli occhi azzurri, il resto della popolazione ha gli occhi verdi. C'è almeno una persona con gli occhi azzurri sull'isola (k>=1). Se una persona viene a sapere che ha gli occhi azzurri, deve lasciare l'isola entro l'alba del giorno dopo. Ognuno può vedere il colore degli occhi degli altri, non ci sono specchi né conversazioni a proposito del colore degli occhi.
Ad un certo punto un esterno arriva sull'isola e fa il seguente annuncio pubblico, sentito e compreso da tutte le persone sull'isola: "Almeno uno di voi ha gli occhi azzurri."
Considerando che tutte le persone dell'isola sono sincere e completamente razionali, qual è l'eventuale esito?
La risposta è che, alla k-esima alba dopo il giorno dell'annuncio, tutte le persone con gli occhi azzurri avranno lasciato l'isola.
Questo può essere facilmente dedotto con un approccio induttivo: se k=1, la persona si renderà conto di avere gli occhi blu (osservando che tutti gli altri hanno gli occhi verdi), e lascerà quindi l'isola alla prima alba. Se k=2, nessuno lascerà l'isola alla prima alba. Le persone con gli occhi blu però, vedendo una sola persona con gli occhi blu, e osservando che nessuno ha lasciato l'isola la prima alba, se ne andranno entrambe. Quindi, procedendo con questo ragionamento, si può affermare che nessuno lascerà l'isola le prime k-1 albe se e solo se ci sono almeno k persone con gli occhi blu. Coloro che hanno gli occhi blu, vedendo k-1 persone con gli occhi blu tra gli altri, e sapendo che ce ne devono essere almeno k, ne dedurranno che hanno gli occhi e blu, e quindi se ne andranno.
La cosa più interessante di questo problema è che, laddove k>1, l'esterno sta dicendo ai cittadini ciò che già sanno: che ci sono persone con gli occhi azzurri tra di essi. Tuttavia, prima che questa affermazione sia fatta, l'affermazione stessa non è conoscenza comune.
Per k>2 è conoscenza di (k-1) esimo ordine. Dopo k-1 giorni ogni persona con gli occhi azzurri sa che una seconda persona con gli occhi azzurri sa che una terza persona con gli occhi azzurri sa che (si ripete k-1 volte), una k-esima persona ha gli occhi azzurri. Tuttavia nessuno sa che c'è una k-esima persona con gli occhi azzurri con questa conoscenza fino all'arrivo del k-esimo giorno. La nozione di conoscenza comune ha pertanto un effetto evidente. Sapere che ognuno sa fa una bella differenza.

## Formalismo

### Logica modale (caratterizzazione sintattica)
Si può dare una definizione logica alla conoscenza comune attraverso sistemi di Logica multi-modale nei quali gli operatori modali sono interpretati servendosi della Logica epistemica. A livello proposizionale, questi sistemi estensioni di Logica proposizionale. L'estensione consiste nell'introduzione di un gruppo G di giocatori e di n operatori modali Ki (con i = 1,...,n) col significato preciso di "l'agente i sa". Così Ki {\displaystyle \varphi } (dove {\displaystyle \varphi } è una formula del calcolo), si legge "il giocatore i conosce {\displaystyle \varphi }." Possiamo definire un operatore EG col significato di "ognuno nel gruppo G sa", definendolo con l'assioma:
{\displaystyle E\varphi \Leftrightarrow \bigwedge _{i\in G}K_{i}\varphi }
Semplificando l'espressione {\displaystyle E_{G}E_{G}^{n-1}\varphi } con {\displaystyle E_{G}^{n}\varphi }, e definendo {\displaystyle E_{G}^{0}\varphi =\varphi }, possiamo dunque definire la conoscenza comune con l'assioma:
{\displaystyle C\varphi \Leftrightarrow \bigwedge _{i=1}^{n}E^{n}\varphi } con {\displaystyle n=1,2,...}

### Teoria degli insiemi (caratterizzazione semantica)
Alternativamente la conoscenza comune può essere formalizzata attraverso la Teoria degli insiemi (questo è stato il percorso seguito dal premio Nobel per l'economia Robert Aumann nel suo articolo del 1976).
Inizieremo con un insieme di stati S. Possiamo quindi definire un evento E come sottoinsieme dell'insieme di stati S. Per ogni giocatore i, si definisca una partizione di S, Pi. Questa partizione rappresenta lo stato di conoscenza di un giocatore in uno stato. Nello stato s, il giocatore i sa che uno degli stati in Pi(s) si verifica, ma non sa quale.
Possiamo ora definire una funzione conoscenza K nella seguente maniera:
{\displaystyle K_{i}(e)=\{s\in S|P_{i}(s)\subset e\}}
Ki(e) è l'insieme di stati in cui l'agente i saprà che l'evento e si verifica.
Similmente alla formulazione di logica modale di cui sopra, possiamo definire un operatore per il concetto di "ognuno sa di e":
{\displaystyle E(e)=\bigcap _{i}K_{i}(e)}
Come con l'operatore modale, ripeteremo la funzione E, {\displaystyle E^{1}(e)=E(e)}, e {\displaystyle E^{n+1}(e)=E(E^{n}(e))}. Utilizzando quanto finora detto, possiamo definire una comune funzione conoscenza:
{\displaystyle C(e)=\bigcap _{n=1}^{\infty }E^{n}(e)}

## Applicazioni
La conoscenza comune è stata usata da David Lewis nel suo "gioco teorico" tratto da Convention. In questo senso, la conoscenza comune è ancora un argomento centralissimo per i filologi e i filosofi del linguaggio, mantenendo  un conto Lewisiano convenzionale del linguaggio stesso.
Robert Aumann ha introdotto una formulazione teorica insiemistica della conoscenza comune (teoricamente del tutto uguale a quella di cui sopra) e con essa ha dimostrato il cosiddetto "teorema dell'accordo": se due agenti hanno una comune probabilità precedente circa un certo evento, e le loro probabilità successive sono in conoscenza comune, allora le probabilità successive sono uguali. Un risultato basato sul teorema dell'accordo e dimostrato da Paul Milgrom e Nancy Stokey dimostra che, poste certe condizioni sull'efficienza del mercato e sull'informazione, un commercio speculativo è impossibile.
Il concetto di conoscenza comune è centrale nella Teoria dei Giochi. Per molti anni si è pensato che l'assunzione di conoscenza comune della razionalità dei giocatori all'interno del gioco fosse fondamentale. Si scoprì poi che, in un gioco a due giocatori, la conoscenza comune della razionalità non fosse necessaria come condizione epistemica delle strategie dell'Equilibrio di Nash.
Gli informatici utilizzano linguaggi incorporando la logica epistemica (e la conoscenza comune) nei sistemi distribuiti. Simili sistemi possono basarsi su logiche più complicate della semplice logica epistemica proposizionale.